# Mariano Martín
Mariano Martín Alonso (Dueñas, 20 oktober 1919 - Cabrils, 9 september 1998) was een Spaans voetballer. Hij is vooral bekend als aanvaller van FC Barcelona.

## Clubvoetbal
Martín begon zijn loopbaan als voetballer bij Peña Font de Barcelona. Na drie seizoenen bij UE Sant Andreu (1936-1939), kwam de aanvaller in 1939 bij FC Barcelona. In zijn periode bij de Catalaanse topclub won Martín de Copa del Generalísimo (1943) en de Spaanse landstitel (1945). Bovendien werd hij in het seizoen 1942/1943 met 32 doelpunten topscorer van de Primera División. Na een zware knieblessure verliet Martín in 1945 FC Barcelona na 192 wedstrijden en 188 gemaakte doelpunten. Na vijf seizoenen bij Gimnàstic de Tarragona (1945-1950), beëindigde Martín in het seizoen 1950/1951 zijn loopbaan bij UE Sant Andreu.

## Nationaal elftal
Martín speelde drie interlands voor het Spaans nationaal elftal. In zijn eerste interland op 12 april 1942 tegen Duitsland (1-1) en in zijn laatste interland op 23 juni 1946 tegen Ierland (0-1) was Martín invaller. In zijn tweede interland, op 19 april 1942 tegen Italië, was de aanvaller basisspeler. Martín kwam in zijn drie interlands niet tot scoren.